# Проход (село)
За географското понятие вижте проход.
Проход е село в Югоизточна България. То се намира в община Средец, област Бургас.

## География
Селото се намира на 11 km от общинския център Средец и на 41 km югозападно от областния център Бургас. Средецка река разделя землището на селото на две почти равни части. В южната част са последните разклонения на Странджа планина. В нея са съсредоточени горските площи и по-малката част от обработваемите земи на селото. В северната част на землището са по-плодородните обработваеми земи, обработвани още през турско време.

## История
В района на селото реката е била най-лесно проходима и затова през турско време носила названието „дервент гечит“. Лъките по поречието на реката са използвани през турско време за стопански двор на чифлика на турските бейове за кошари, обори, плевници, хармани и за временни жилища на работниците.Към 1795 г. земите на селището са били част от феодалните владения на турския бей Шабан със седалище с. Бей махле (сега с. Светлина). Докато е бил жив, Шабан бей не е разрешавал трайно заселване в неговите владения и с помощта на черкези от с. Дюлево (Черкезко село) е разгонвал всеки опит за такова заселване.През 1795 г. Шабан бей е убит от легендарния хайдутин Вълчан войвода, като отмъщение за издевателства над местните жители.След неговата смърт синовете му започнали да разпродават земите на чифлика и първите купувачи са били и първите жители на новото село, наречено Дервент дере. Пръв заселник е бил дядо Станко от с. Карапелит (сега Медникарово), Харманлийско.След това се заселват семейства от с. Сливово, от поморийските села, от Карапелит, от с. Долно Алмалий (Долно Ябълково), Куртбунар (Вълчи извор) и от с. Дряново, Харманлийско, от селата Пенчова махала и Терзидере, Лозенградско и т.н. След руско-турската война 1828 – 29 г. девет семейства от селото последват руските войски при изтеглянето им към Русия. От старите летописи е известно, че след 1866 г. Васил Левски преминава през селото със сподвижници на връщане от Лозенград. След това Васил Левски останал да нощува в с. Драка, където направил среща с представители на околните села.От с. Дервент дере взел участие Русат Стоянов. През 1883 г. с. Дервент дере е определено за център на община в състав: Светлина, Загорци, Малина, Орханово (сега Орлинци), Радойново, Бистрец и Тагарево (сега Вълчаново).През 1934 г. селото е преименувано на Проход  и влиза като съставно село в община Бистрец. Училището в селото е открито, през 1873 г., а църквата е построена през 1884 г. През 1893 г. селото е наброявало 425 души. Новата сграда на училището е построена през 1956 г. След намаляване на децата, заради миграцията към по-големите градове училището е затворено през 1971 г.

## Население

### Етнически състав
Преброяване на населението през 2011 г.
Численост и дял на етническите групи според преброяването на населението през 2011 г.:
|                     | Численост |
| Общо                | 111       |
| Българи             | 81        |
| Турци               | --        |
| Цигани              | 27        |
| Други               | -         |
| Не се самоопределят | -         |
| Неотговорили        | 1         |

## Религии
Традиционна религия тук е християнството (източното православие).

## Културни и природни забележителности
- Църквата „Рождество Богородично“ – строена през 1884 г., а през 2008 г. е извършен основен ремонт.
- Местността „Корубчето“
- Миховата скала
- Кичкината скала

## Редовни събития
Традиционният събор на селото в по-старо време е бил на 28 октомври (Петковден по стар стил). В по-ново време се прави в неделята около 26 октомври – Димитровден.
Вече много години на 14 февруари се чества Трифоновден. Извършва се „зарязване“ на лозята. Избраният от предната година „цар на виното“ осигурява 100 литра вино за веселбата. След дегустации се избира новият „цар на виното“.
На 8 септември 2004 на Рождество на Св. Богородица (храмовия празник на църквата) тържествено е честван 120 г. юбилей на църквата. Оттогава всяка година се прави курбан, на който се събират жителите на селото и много гости.